# Canel's Pro Cycling
O Canel's Pro Cycling (Código UCI: CAS) é uma equipa ciclista mexicana de categoria Continental desde a temporada de 2017.

## Material ciclista
A equipa utiliza bicicletas Specialized e componentes Shimano.

## Classificações UCI
As classificações da equipa e do seu ciclista mais destacado são as seguintes:

### UCI America Tour
| Temporada | Classificação por equipas | Melhor corredor        | Posição |
| 2017      | 6º                        | José Alfredo Aguirre   | 11º     |
| 2018      | 9º                        | Román Villalobos       | 39º     |
| 2019      | 5º                        | Ignacio de Jesús Prado | 18º     |

## Palmarés
Para anos anteriores veja-se: Palmarés da Canel's Pro Cycling.

### Palmarés de 2020

#### Circuitos Continentais da UCI
| Datas | Circuito | Carreiras | Ganhador |

#### Campeonatos nacionais
| Datas | Carreiras | Ganhador |

## Elencos
Para anos anteriores, veja-se Elencos da Canel's Pro Cycling

### Elenco de 2019
| Integrantes da equipe 2019 | Integrantes da equipe 2019 | Integrantes da equipe 2019                         | Integrantes da equipe 2019 |
| Ciclista                   | Data de nascimento         | Equipe anterior                                    |                            |
| -------------------------- | -------------------------- | -------------------------------------------------- | -------------------------- |
| Pablo Alarcón              | 15 maio 1988               | PinoRoad (2014)                                    |                            |
| Eduardo Corte              | 24 novembro 1992           |                                                    |                            |
| Francisco Lara Carbajal    | 11 junho 1996              |                                                    |                            |
| Leonel Palma Dajui         | 11 janeiro 1998            |                                                    |                            |
| Ignacio Prado              | 21 setembro 1993           | Sindicato de Empleados Públicos de San Juan (2018) |                            |
| Óscar Sánchez              | 14 maio 1985               | Bicicletas Strongman (2017)                        |                            |
| Efrén Santos               | 2 janeiro 1992             |                                                    |                            |
| Román Villalobos           | 24 junho 1990              | LA Aluminios-Metalusa-BlackJack (2017)             |                            |
|                            |                            |                                                    |                            |
| Fonte: ProCyclingStats     |                            |                                                    |                            |